# Hermann Julius Hartwig
Hermann Julius Hartwig (* 21. September 1876 in Lübeck; † 6. Dezember 1945 ebenda) war ein deutscher Verwaltungsjurist, Statistiker und Historiker.

## Leben
Julius Hartwig war ein jüngerer Sohn des Lübecker Kunstgärtners und Baumschulenbesitzers (J.S. Steltzner & Schmaltz) Gustav-Wilhelm Hartwig (1840–1901) und seiner Frau Sophie Auguste, geb. Holm (1842–). Er besuchte das Katharineum zu Lübeck bis zum Abitur Ostern 1896 und studierte Rechts- und Staatswissenschaften an den Universitäten Freiburg, Marburg, Kiel und Leipzig. Am 12. Juli 1899 bestand er das Erste Juristische Examen vor dem Oberlandesgericht Kiel und wurde am 9. August vom Senat der Freien und Hansestadt Lübeck zum Referendar ernannt. Im Oktober 1899 begann er sein Promotionsstudium in Staatswissenschaften und Statistik an der Universität Göttingen und wurde hier im Mai 1902 mit einer von Georg Cohn betreuten Dissertation über den Lübecker Schoss (Steuer) im Mittelalter romoviert. Die dem Lübecker Staatsarchivar Paul Ewald Hasse gewidmete Arbeit erschien als Band 100 der von Gustav Schmoller herausgegebenen Reihe Staats- und sozialwissenschaftliche Forschungen. Im März 1905 legte er das Zweite Juristische Examen vor dem Hanseatischen Oberlandesgericht in Hamburg ab und trat als Assessor in den Lübeckischen Verwaltungsdienst, wo er zunächst in der Justizkommission des Senats tätig war. 
Zum 1. April 1908 berief ihn der Senat zum Direktor des Statistischen Amtes.  1918 trat er der Deutschen Demokratischen Partei bei. Mit der Machtübernahme der Nationalsozialisten 1933 war seine Stellung gefährdet; er wurde gezwungen, sich zum 31. März 1934 auf eigenen Antrag in den Ruhestand versetzen zu lassen. Als Ausgleich für den Gehaltsverlust wurde er als Hilfskraft im Archiv der Hansestadt Lübeck angestellt. Bis 1941 erarbeitete er eine umfassende, wenn auch mit unzulänglichen Quellenangaben versehene Bestandsaufnahme der Erbhöfe im Lübecker Landgebiet. Eine geplante Veröffentlichung kam nicht mehr zustande.
Hartwig, der mit der Theologenfamilie Bousset verschwägert war, war kirchlich sehr engagiert. Von 1920 bis 1933 war er Vorsitzender des Kirchenvorstands am Lübecker Dom. Wilhelm Stahl begleitete an der Orgel den Festgottesdienst zur Weihung des Ehrenmals, nach einem Entwurf von Asmus Jessen trugen rote Tontafeln die über 800 Namen der Gefallenen in schwarz, der Domgemeinde am Totensonntag, 23. November 1924. Der im Folgejahr ausscheidende Hauptpastor Christian Reimpell konnte diesen krankheitsbedingt schon nicht mehr halten. Die Predigt hielt der 2. Pastor Herrmann Balcke. Am Eingang des Chorumganges, in dem sich die Tafeln befanden, erwartete der 3. Pastor, Franz Linde, im Anschluss an die Predigt die Gemeinde. Nach dessen Enthüllung übergab er es ihm als Vertreter des Kirchenvorstandes. Der Chor der Oberrealschule zum Dom sang und Pastor Linde segnete das Ehrenmal im Anschluss. Er schloss sich der Bekennenden Kirche an und war Mitglied ihres Landesbruderrats. Als solcher war er Mit-Organisator der Möllner Notkonfirmation 1937.
Nach dem Ende des Nationalsozialismus wurde Hartwig von der britischen Militärregierung wieder in sein Amt als Direktor des Statistischen Amtes eingesetzt, starb aber schon Anfang Dezember 1945.
Er war verheiratet mit Nora, geb. Trommershausen (1889–1972), der Tochter von Marie Andrae und Enkelin von Alexander Andrae. Das Paar hatte eine Tochter Renate (* 1915) und einen Sohn, Bernd Hartwig (* 29. Juni 1926).

## Schriften
- Der Lübecker Schoß bis zur Reformationszeit. Duncker & Humblot, Leipzig 1903 (Staats- und sozialwissenschaftliche Forschungen; 21,6 = 100) (Teilw. zugl.: Göttingen, Univ., Diss., 1903); Reprint: Schmidt Periodicals, Bad Feilnbach 1990.
- Die Frauenfrage im Mittelalter: Vortrag, geh. am 27. März 1906. Lübeck 1906

u.d.T. Die Frauenfrage im mittelalterlichen Lübeck. In: Hansische Geschichtsblätter 14 (1908), S. 35–94.
- Die Rechtsverhältnisse des ländlichen Grundbesitzes im Gebiete der freien und Hansestadt Lübeck: ein historischer Überblick. Borchers, Lübeck 1907;

auch in: Zeitschrift des Vereins für Lübeckische Geschichte und Altertumskunde. Bd. 9 (1908), S. 209–284.
- Enklaven der freien und Hansestadt Lübeck. In: Henning Oldekop: Topographie des Herzogtums Holstein einschließlich Kreis Herzogtum Lauenburg, Fürstentum Lübeck, Enklaven (8) der freien und Hansestadt Lübeck, Enklaven (4) der freien und Hansestadt Hamburg. Band 2. Mühlau, Kiel 1908.
- Leben und Treiben im alten Lübeck: Vortrag gehalten in der Gesellschaft zur Beförderung Gemeinnütziger Tätigkeit am 17. November 1908. Rahtgens, Lübeck 1908.
- Die Gesellschaft zur Beförderung gemeinnütziger Tätigkeit in Lübeck 1789–1914. Rahtgens, Lübeck 1914.
- Die wirtschaftliche Bedeutung des Biergewerbes. Mässigkeits-Verlag, Berlin 1914.
- Volksbibliotheken und Lesehallen, sonstige Volksbildung im Jahre 1924. Leipzig: [s.n.] 1926
- Das neuere lübeckische Gerichtswesen im Lichte der Statistik. In: Ehrengabe dem Deutschen Juristentage überreicht vom Verein für lübeckische Geschichte und Altertumskunde. Verlag des Vereins für Lübeckische Geschichte und Altertumskunde, Lübeck 1931 S. 123–143.
- Mecklenburgische Handwerker auf dem Lübecker Weihnachtsmarkt. In: Mecklenburgische Jahrbücher. Bd. 100 (1936), S. 179–184

Volltext.
- Das Schicksal der weichenden Erben. In: Archiv für Bevölkerungswissenschaft und Bevölkerungspolitik. Bd. 6 (1936), S. 231–237.
- Der Personenverkehr zwischen Lübeck und Hamburg in früherer Zeit. In: Die Heimat. Monatsschrift für schleswig-holsteinische Heimatforschung und Volkstumspflege. Bd. 50 (1940), Heft 7, Juli 1940, S. 99–101 (Digitalisat).
- Von der Art des Erwerbes von Bauernstellen. In: Archiv für Bevölkerungswissenschaft und Bevölkerungspolitik. Bd. 11 (1941), S. 117f.
- Möllns Einwohnerzahl im Jahre 1581. In: Zeitschrift der Gesellschaft für Schleswig-Holsteinische Geschichte ISSN 0072-4254. Bd. 70/71 (1943), S. 369–372.